# اورگازا
اورگازا (به لاتین: Urgaza) یک منطقهٔ مسکونی در روسیه است که در باشقیرستان واقع شده‌است.